# NorduGrid
Коллаборация NorduGrid («НордуГрид»; англ. NorduGrid) координирует разработку и обеспечивает поддержку свободно распространяемого связующего программного обеспечения (англ. middleware) с открытым кодом для Грид-инфраструктур, известного под названием Advanced Resource Connector (ARC). Коллаборация объединяет научно-исследовательские группы и проекты из Венгрии, Дании, Литвы, Норвегии, Словакии, Словении, Украины, Финляндии и Швеции, базируясь на меморандуме о взаимопонимании.

## Краткая история
Коллаборация NorduGrid является преемником одноимённого проекта, изначально носившего название «Североевропейская модель рассредоточенного компьютинга и обработки данных» («Nordic Testbed for Wide Area Computing and Data Handling»). Деятельность коллаборации направлена на продолжение и дальнейшую разработку достижений этого проекта, начавшегося в мае 2001г и имевшего целью построение Грид-инфраструктуры, удовлетворяющей требованиям, предъявляемым современными научно-исследовательскими проектами. До 2002 года NorduGrid поддерживал европейский проект EDG и являлся одним из его ассоциированных партнёров.
В марте 2002г, программисты NorduGrid решили пойти по пути создания собственного связующего программного обеспечения, отличного от разрабатываемого в EDG. В течение всего двух месяцев ими было создано оригинальное архитектурное решение, максимально исключающее централизацию, и разработан соответствующий программный продукт. Это позволило создать функционирующую Грид-инфраструктуру уже к маю 2002 года. Эта инфраструктура продолжает расширяться, и действует в режиме непрерывных рабочих нагрузок с августа 2002 года. Начав применяться в странах Северной Европы, в настоящее время система используется во многих европейских странах, России, на Украине, в Китае, Канаде и т. д..

## Цели и задачи
Коллаборация NorduGrid ставит целью создание и поддержку надёжного, масштабируемого, переносимого и функционально завершённого программного продукта для глобально распределённых Грид-систем, обслуживающих вычислительные задачи и поддерживающих хранение и обработку данных. NorduGrid разрабатывает и обслуживает набор свободно доступных утилит и сервисов, — так называемое связующее программное обеспечение Advanced Resource Connector (ARC).
Основные задачи коллаборации NorduGrid таковы:
- Разработка и поддержка связующего ПО ARC
- Координация вкладов в разработку исходного кода ARC
- Определение стратегических направлений разработки связующего ПО ARC, следуя современным тенденциям в Грид-технологиях
- Содействие распространению продукта ARC в различных областях разработки применения Грид-технологий
- Вклад в разработку стандартов Грид, в том числе через участие в организации Open Grid Forum

## Организация
Ядро коллаборации NorduGrid исторически сформировано пятью североевропейскими институтами и университетами: Институт Нильса Бора в Копенгагене, Дания, Хельсинкский Институт Физики в Финляндии, Университет Осло в Норвегии, а также университеты Лунда и Уппсалы в Швеции. Кроме того, в коллаборации участвуют несколько ассоциированных партнёров.
Деятельность коллаборации координируется руководящим комитетом, в то время как технические аспекты регулируются группой технических экспертов. Председатель руководящего комитета избирается коллаборацией, а технический координатор — группой технических экспертов.

### Вычислительные мощности
Несмотря на то, что изначальной целью коллаборации NorduGrid было создание распределённой вычислительной инфраструктуры, на настоящий момент сама коллаборация не располагает вычислительными мощностями: поддержка североевропейской инфраструктуры входит в обязанности смежного проекта NeIC. Предоставление ресурсов не является ни условием, ни гарантией членства в коллаборации.
Тем не менее, члены NorduGrid обычно располагают определёнными (ограниченными) вычислительными и накопительными мощностями, необходимыми для разработки и тестирования продукта ARC.

### Сообщество
NorduGrid приглашает к сотрудничеству промышленные, научно-исследовательские, образовательные, частные и общественные организации, заинтересованные в разработке и использовании технологий Грид. Члены сообщества могут внести вклад в развитие и отладку технологий посредством предоставления части своих вычислительных мощностей. С этой целью создана специальная группа пользователей (т. н. «виртуальная организация»), реализующая взаимное использование общих ресурсов.
В общем и целом, следует различать усилия по разработке свободного связующего ПО и создание целевых Грид-инфраструктур как два существенно отличных друг от друга (хотя и связанных) рода деятельности. NorduGrid не занимается созданием и поддержкой инфраструктур как таковых.
Всемирная Грид-инфраструктура, основанная на связующем ПО ARC, полностью рассредоточена и не управляется коллаборацией NorduGrid. В частности, это означает, что NorduGrid не выделяет и не гарантирует доступ к вычислительным мощностям и другим сервисам.

## Смежные проекты
- NeIC (бывший NDGF)
- Европейский проект KnowARC

## Дополнительная информация
- Грид
- KnowARC — Европейский проект, ведущий разработку нового поколения ARC
- Другие Грид-проекты:
  - EGEE
  - Enabling Grids for E-sciencE
  - Open Science Grid
  - UNICORE